# Paolo Antonio Primavesi
Paolo Antonio Primavesi (1760–1834), byl rakouský podnikatel, obchodník s textilem a bankéř italského původu, který od přelomu 18. a 19. století žil a podnikal v Olomouci. Byl spoluzakladatelem úspěšného podnikatelského rodu Primavesi, který po několik generací usadil v Olomouci a významně formoval hospodářskou historii Moravy.

## Biografie

### Mládí
Narodil se roku 1760 do rodiny datující svůj původ až do 9. století. Rodinu založil a podnikatelsky působil ve městě Nesso u jezera Como nedaleko Milána v Lombardii na severu Itálie. Lombardie byla tou dobou součástí Habsburské monarchie. Z Nessa pocházela též jeho manželka Maria Catarine, roku 1791 se zde narodil jejich syn Karl.

### Olomouc

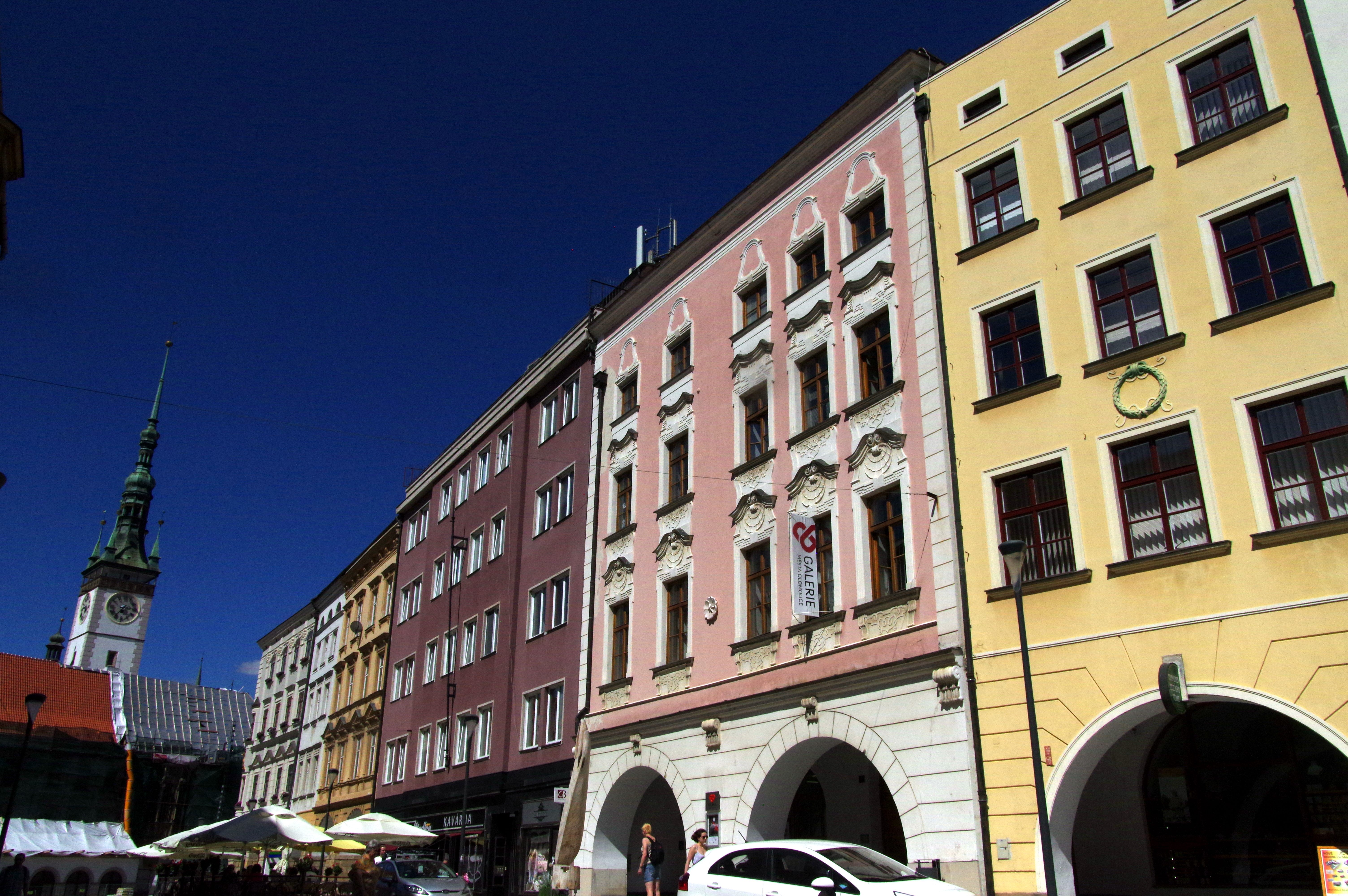
Tzv. Bohaté krámy na olomouckém Dolním náměstí, některé domy patřily rodině Primavesi

Na přelomu století se Primavesi spoli s dalšími krajanskými rodinami přestěhoval za podnikáním do vnitrozemí říše, přesun rodiny vyvolala především nestabilita regionu intervence francouzské armády Napoleona Bonaparta do Lombardie a obsazení Milána v roce 1800. Usadili se v Olomouci, kde roku 1803 zakoupil Primavesi měšťanský dům U stříbrné koule na Dolním náměstí. Zde začal provozovat roku 1804 obchod s látkami a hedvábím, posléze přikoupil další domy na náměstí a v jednom z nich zřídil bankovní ústav. Ve stáří pak předal rodinný podnik svým synům Karlovi a Giuseppemu.
Blok domů s obchody italských obchodníků se dle nich začal nazývat Bohaté krámy.

### Úmrtí
Paolo Antonio Primavesi zemřel roku 1834, pravděpodobně v Olomouci.

### Rodinný život
Paolo Antonio Primavesi byl ženat s Marií Catarine Primavesi (rozenou Parlasca), narodilo se jim několik dětí, včetně synů Karla a Giuseppeho, dědiců firmy. Syn Anton Thomas se stal lékařem. Jeho vnukem byl Paul Franz Primavesi a pravnukem Robert Primavesi, poslanci Říšské rady. Rodina následně rozšířila své aktivity o provoz sladoven, lihovarů či cukrovarů.